# Commisum Nobis

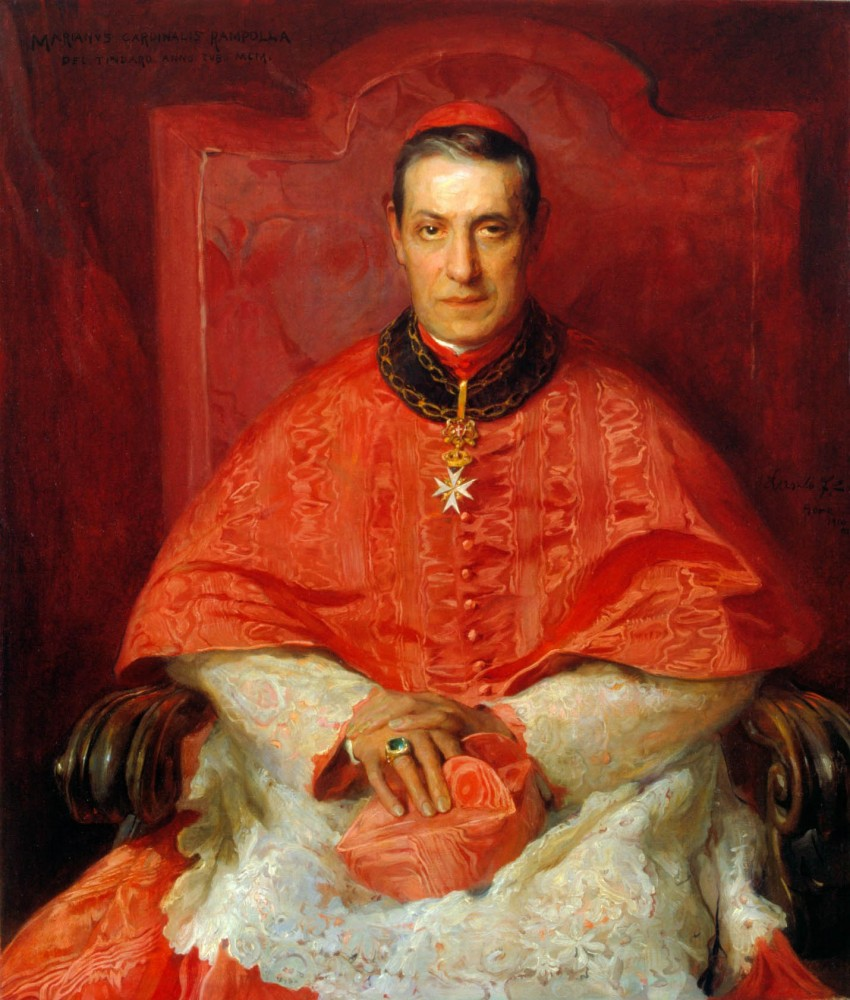
Kardinaal Rampolla, laatste slachtoffer van het Ius exclusivae

Commisum Nobis is een apostolische constitutie die paus Pius X, enkele maanden na zijn verkiezing tot paus, uitvaardigde op 20 januari 1904 met betrekking tot het Ius exclusivae, het gewoonterecht van enkele wereldlijke vorsten om een veto te doen uitspreken met betrekking tot de verkiezing van een nieuwe paus.
Dit recht werd tijdens het Conclaaf van 1903 voor het laatst gebruikt door de Poolse kardinaal Jan Puzyna de Kosielsko, die handelend in naam van de Oostenrijkse keizer Frans Jozef I, zijn veto uitsprak tegen Mariano Rampolla del Tindaro, die mogelijk gekozen zou zijn was er geen gebruik gemaakt van dit recht. In zijn plaats werd Giuseppe Sarto als paus Pius X gekozen. Tijdens het conclaaf van 1903 was er zoveel ontsteltenis over de actie van Puzyna dat de nieuwe paus – die, in zekere zin, zijn verkiezing aan dit Ius te danken had – zich geroepen voelde om eens en voor altijd een einde te maken aan dit vetorecht.
De apostolische constitutie bepaalde dat het wereldlijke leiders voortaan – op straffe van excommunicatie – verboden was zich te bemoeien met de keuze van een nieuwe paus. Sindsdien is er van het recht geen gebruik meer gemaakt.